# Эльяким (военная база)
Военная база «Эльяки́м» (ивр. בא"פ אליקים‎, также ивр. בסיס אימונים פיקודי צפון‎ «Тренировочная база Северного военного округа») — тренировочная военная база Армии обороны Израиля, который служит главной тренировочной базой Северного военного округа. База расположена недалеко от мошава Эльяким и развязки Эльяким, отсюда и ее название.

## Описание
Основная цель базы — обеспечить возможность проведения крупномасштабных учений, а также поддерживать оперативную компетентность Северного военного округа. Учения на этих базах проводятся в течение всего года, как регулярными войсками, так и силами резерва, и подразделяются на два основных вида обучения:
- Подготовка подразделений перед боевым применением и боевые действия в командной подготовке.
- Профессиональная подготовка для различных командных подразделений.

Школа борьбы с партизанами тоже находится на базе «Эльяким».

## Командиры базы
| Имя             | срок полномочий | Примечания                                                                           |
| --------------- | --------------- | ------------------------------------------------------------------------------------ |
| Гидеон Аббас    |                 |                                                                                      |
| Габи Офир       | 1982 — 1984     | В дальнейшем командующий тылом                                                       |
|                 |                 |                                                                                      |
| Ницан Нуриэль   |                 |                                                                                      |
| Шмуэль Закай    | 1996 — 1997     | основал Школу борьбы с партизанами                                                   |
|                 |                 |                                                                                      |
| Йоэли Ор        | 2002 — 2005     |                                                                                      |
|                 |                 |                                                                                      |
| Офек Бухрис     | 2008 — 2010     | В дальнейшем начальник Межвойскового колледжа полевого и штабного командного состава |
| Мордехай Кахана | 2010 — 2012     | позже глава службы полевой разведки                                                  |
| Гай Халеви      | 2012 — 2013     |                                                                                      |
| Илан Дикштейн   | 2013 — 2016     |                                                                                      |
| Яаков Велер     | 2016 — 2018     |                                                                                      |
| Шай Бен-Ишай    | 2018 — 2019     |                                                                                      |
| Исраэль Фридлер | 2019 — 2022     |                                                                                      |
| Гиль Вернер     | 2022 — н.в.     |                                                                                      |